# Погача

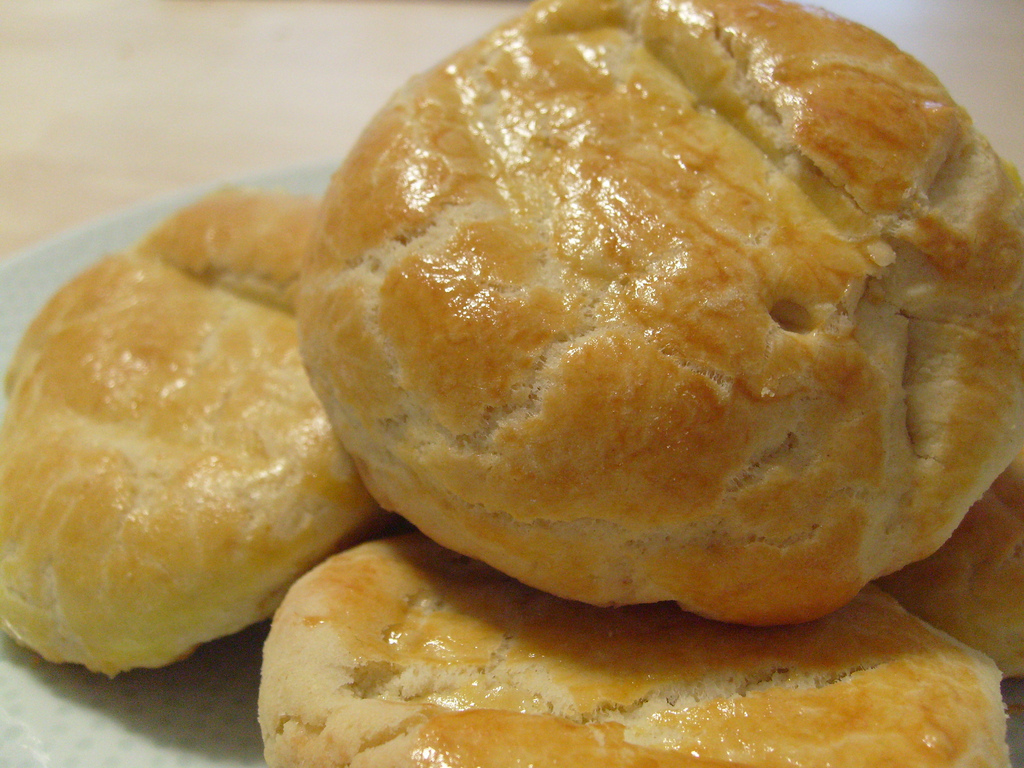
Венгерская погача

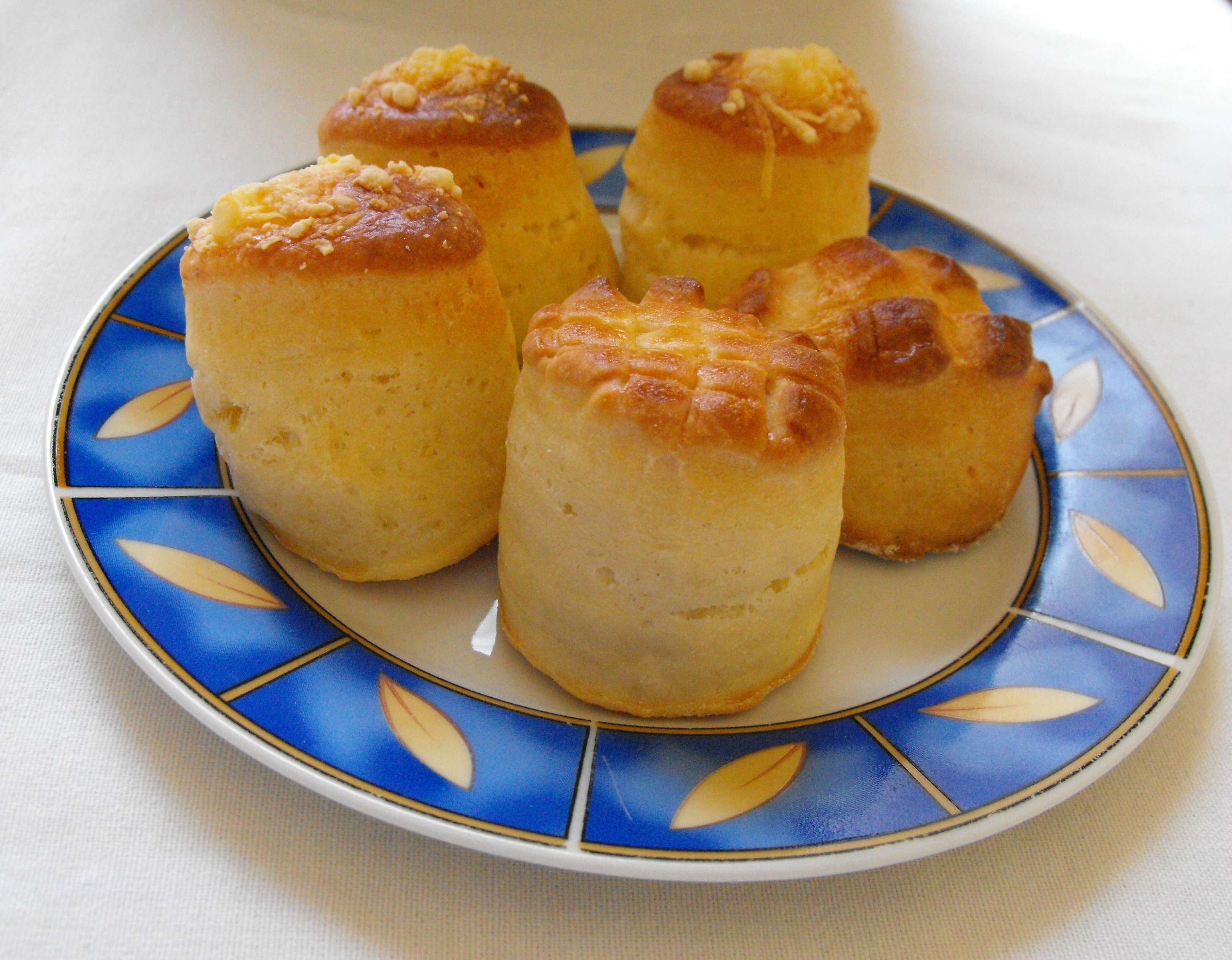
Современная погача на тарелке

Погача — это маленький круглый хлеб, иногда лепёшка, обычно солёный, хотя существуют и сладкие погачи. Южные славяне нередко пекут вместе несколько штук сразу, так, что это становится похожим на каравай. Погача является типичным продуктом кухни Карпатского бассейна, а также балканской и турецкой кухонь. Популярные варианты погачи — картофельная, со сливочным маслом, со шкварками, с овечьим творогом и с капустой. В других местах в Карпатском бассейне и на Балканах имеет подобные названия: pogatschen на австрийском немецком, погача по-сербски, pogača по-словенски и по-хорватски и poğaça по-турецки.

## Происхождение названия
Название погачи происходит от латинского слова focus (очаг) через его итальянскую версию focacea, которая обозначает печёное тесто. И сегодня существует в Италии вид плоского хлеба, который называется focaccia. Во Франции немножко отличающийся хлеб имеет похожее название fougasse, а в Испании существует hogaza.
В венгерский язык название попало из южнославянских языков (pogača в сербском, хорватском и словенском).

## Погача в славянской традиции
У южных славян разломанные куски рождественской погачи распределяются между всеми домочадцами, а в некоторых местах и скотиной. Нередко в рождественскую погачу кладут монету. В восточной Македонии (Малешево), если монета оказывается в куске, предназначенном для скота, значит, скот будет хорошо вестись и плодиться в наступающем году, если же монета достается члену семьи, то он будет счастлив весь год, а с ним вместе и все в доме. В Алексинацком крае (Сербия) каравай ломают со словами: «Где погаче ломили, жито да се роди» — «Где лепешку ломали, там жито уродит».
В западной Болгарии и в восточной Сербии на первый и сороковой день после рождения ребёнка пекут погачу — обычно сладкую и без украшений. Болгары на 40-й день сверху погачу накрывают белой материей, а присутствующие в доме кладут на неё монеты. Затем положенные монеты завязывают материей, причём узел не должен быть слишком слабым или слишком тугим. Считается, что тогда ребёнок вырастет не жадным, но и не транжирой. Узел помещали в доме достаточно высоко, чтобы ребёнок смог достичь высот и успеха в жизни.
В Банате у геров пекли погачу (пресную лепешку) для новорождённого, и кто-нибудь из детей откусывал от неё в трёх местах по кусочку, чтобы у младенца росли зубы.
Болгары оставляли в головах кроватки новорождённого пресную погачу и баночку мёда — в дар орисницам (девам судьбы).
Обрядовый пирог должен обеспечить в будущем удачный брак ребёнку. Его ломают над головой роженицы или новорождённого, а затем он делится между гостями и хозяевами. Раздавая гостям куски пирога, повитуха желает им мальчика, если даёт горбушку, или девочку, если кусок из середины (Карловский окр.). А гости в свою очередь желают роженице: «Да порасне, да се ожени, да остарее, да побелее, да отгледа внуци и правнуци» — «Пусть растёт, женится, состарится, поседеет, увидит внуков и правнуков».
Считается, что если мать не преподнесёт новорождённому специально выпеченный хлеб (повойница — лепёшка с мёдом и солью у сербов, богородично погаче у болгар) и другие угощения или в день, когда её ребёнок впервые пойдёт сам, не совершит ритуала пръстапулка (престапулка — раздача на бегу калачей соседям по своей улице) — то в будущем ребёнку может грозить безбрачие.
Хорваты при завершении жатвы подбрасывали сноп со словами: «Bog daj tak visoku pogaču!» — «Дай, Бог, такую высокую погачу!».
В Болгарии погачи (богородични пити) освящали за здоровье больных и раздавали в день Успения Богородицы (пирин.)

## Погача в венгерской кухне
Самые распространённые варианты погачи — картофельная, сырная, со шкварками, со сметаной, с творогом, с овечим творогом и с капустой. Обычно подают после еды или к сытным супам, например, к гуляшу, вместо хлеба.

## Погача, печённая в пепле
Это вид погачи, который пекут на открытом огне в пепле. В венгерских народных сказках такая погача является едой отправляющихся в странствование героев, которую обычно их матери пекут им. Раньше ученики получали погачи в дорогу, когда покидали школу. Оттуда происходит обычай класть выпускникам школ погачу в сумку во время выпускного вечера.